# Ahmed Mekouar
 (janvier 2023).
Si vous disposez d'ouvrages ou d'articles de référence ou si vous connaissez des sites web de qualité traitant du thème abordé ici, merci de compléter l'article en donnant les références utiles à sa vérifiabilité et en les liant à la section « Notes et références ».
Pour les articles homonymes, voir Mekouar.
Haj Ahmed Ben Haj Tahar Mekouar, né en 1892 et mort en 1988 à Fès, est un nationaliste marocain. En 1944, il est le premier signataire du Manifeste de l'indépendance qui a été rédigé chez lui dans le palais Mekouar dans l'ancienne Médina de Fès.

## Combat pour l'indépendance
Il a connu la dissidence de Bou Hmara et l'intronisation de Moulay Abd al-Hafid, il a vécu tous les soubresauts qui ont entouré l'acte de Protectorat français du Maroc sur les plans politique et social. Son père était consul d'Angleterre et doyen du Corps diplomatique à Fès. Il l'avait chargé de présenter au Sultan Moulay Abd al-Hafid le document portant reconnaissance des pays étrangers de la Bàia en sa faveur en tant que Roi du Maroc[réf. nécessaire]. 
En 1919, il fonde l'école libre Sidi Bennani à Fès, avec un groupe d'amis nationalistes. Cette école a joué un rôle important dans l'enseignement et dans le nationalisme en même temps que l'école libre Najah créée en 1920. Lors de la Guerre du Rif, il fit campagne en faveur de la lutte contre les colonialistes.
En 1927, il participa à l'édition du livre nationaliste Ouragan sur le Maroc pour faire prendre conscience aux citoyens et, les amener à envoyer leurs enfants à l'école.
En 1930, il joua un grand rôle dans la lutte contre le Dahir berbère, dénonçant le danger, ses objectifs et appelant à la prière du « Latif ». Sa maison était le lieu de rencontre pour la formation des cellules nationalistes. Il était le secrétaire de la commission des 17 qui était chargée de discuter avec les colonialistes la levée des mesures d'exception qui pesaient sur la ville de Fès. Il fit partie de la délégation reçue par Mohammed V qui était chargée de coordonner avec lui l'action nationaliste. Il fut l'un des fondateurs de la revue Volonté du Peuple qui devint par la suite L’Action du Peuple[réf. nécessaire]. 
En 1935, il fut membre du Comité exécutif du Comité d'action marocaine. En 1937, il est emprisonné et exilé à Ksar Souk (Errachidia) puis à Assoul puis à Boudenib et resta ainsi jusqu'en 1940. En 1944, le Manifeste de l'Indépendance fut conçu et rédigé chez lui à Fès. Il fit partie de la délégation chargée de remettre le manifeste à l’ambassade d'U.R.S.S. le 20 janvier 1944, il participa à la rédaction et à la diffusion de tracts pour informer les citoyens de la gravité de la situation et de la nécessité d'approuver le Manifeste. Le 22 janvier 1944, il est incarcéré à la prison El Adou à Rabat puis à la prison Sidi Saida à Meknès. En juillet, il est libéré et assigné à résidence à Meknès. En 1952, lors de la manifestation de solidarité du Peuple marocain avec le peuple tunisien à l'occasion de l'assassinat de Farhat Hached, il est exilé à Rich puis à Goulmime où sa santé se détériora. Libéré en 1954, il reprit ses activités nationalistes avec le même dynamisme jusqu'à l'indépendance. Il devint alors membre du Conseil consultatif. En 1963, il est élu député de la ville de Fès au parlement. Il joua un rôle éminent dans le domaine social par les bienfaits qu'il distribua[réf. nécessaire].

## Vie privée
Il est marié à Noufissa Mekouar.